# Paktofonika
Paktofonika fue un grupo de hip hop polaco de las ciudades de Katowice y Mikolow, que debutó con el álbum Kinematografia en el año 2000. El nombre Paktofonika proviene de la palabra PAKT (pacto) y fonika (fónico), de donde se deriva la idea de "pacto de hecho con el ruido"

## Miembros
- Piotr "Magik" Łuszcz (1978-2000), antiguo miembro de Kaliber 44 (1993 - 1998).
- Wojciech "Fokus" Alszer (nacido en 1980), ex Kwadrat Sklad, desde 2004 miembro de Pokahontaz.
- Sebastián "Rahim" Salbert (n. 1978), ex 3xKlan, Erka, desde 2004 miembro de Pokahontaz.

## Historia
Paktofonika comenzó cuando Magik dejó Kaliber 44 después de grabar el segundo álbum de la banda, In 63 Minutes Around the World. En 1998, Rahim abandonó el grupo 3xKlan y, junto con Magik y Fokus, fundó Paktofonika.
Sus primeras canciones fueron escritas en octubre de ese año, siendo estas: Priorytety, Ja to Ja y Gdyby. Dos nuevos miembros se unieron a Paktofonika, DJ Bambus en los platos, y Sot como beatboxer. En la primavera de 2000 el grupo firmó un contrato con el sello Gigant. En el verano de ese año, el grupo estaba en Witten (Alemania) donde grabaron su canción 2 Kilo con artistas alemanes. Ese año, el 18 de diciembre, su primer álbum titulado Kinematografia salió a la venta.
Ocho días después de que el CD fuera lanzado, el 26 de diciembre, a las 6:15, el integrante Magik se suicidó. Saltó desde el noveno piso de su apartamento. Después de su muerte, el grupo continuó dando conciertos durante algún tiempo, con material pregrabado con la voz de Magik. Después de un tiempo, Fokus y Rahim disolvieron el grupo para dedicarse a otros proyectos.
En el año 2001, una muestra de Ja to Ja que fue cantada por Gutek 'Piotr' Gutkowski se utilizó en un comercial de helados sin el acuerdo de los miembros del grupo, pero con el conocimiento de informes Gigant. En septiembre de 2002, el álbum de despedida fue puesto a la venta. Archiwum Kinematografii contiene outtakes de estudio de su primer álbum, y dos canciones grabadas después, sin Magik (Ja To Ja 2 (Tak Dokuadnie! y W peunej gotowości). Unos meses más tarde, en la primavera de 2003, el grupo anunció el fin de Paktofonika.
Rahim y Fokus siguieron trabajando en otros proyectos, como Companya PFK y Pokahontaz.

## Discografía
- Ja to Ja (sencillo, 2000) - Soy Yo mismo
- Kinematografia (álbum, 2000) - Cinematografía
- Jestem Bogiem (sencillo, 2001) - Soy un Dios
- Jestem Bogiem (individual / vinilo, 2001)
- Paktofonika (vinilo, 2001)
- Archiwum Kinematografii (álbum, 2002) - El Archivo de la Cinematografía
- Archiwum Kinematografii (vinilo)
- Pożegnalny koncert Paktofoniki (DVD / VHS, 2004) - Concierto de despedida Paktofonika